# Automotrice M 1
L'automotrice M1 è stata un'automotrice diesel monomotore e unidirezionale a 2 assi in dotazione a varie ferrovie in concessione, soprattutto nelle tratte locali del meridione italiano, costruita in varie serie, di cui una adatta alla trazione a cremagliera.

## Storia
L'automotrice M1, molto simile ad un autobus su rotaia, nasce intorno agli anni trenta con il preciso scopo di abbattere le spese di esercizio della trazione a vapore, riducendone allo stesso tempo i lunghi tempi di percorrenza, sulle linee secondarie a scartamento ridotto, allo scopo di contrastare il calo di viaggiatori dovuto alla concorrenza sempre maggiore dei servizi su strada. Dopo il buon esito delle due Fiat ALb 25 sulla linea di Cerignola, la Carminati & Toselli approntò un prototipo, poi definito M1.1, che venne lungamente provato sulla rete delle Calabro Lucane, e consegnò tra il 1933 e il 1935 un lotto di altre 13 automotrici unidirezionali da 29 posti, che vennero dette di 1ª serie, alla Mediterranea Calabro Lucane per le sue linee; queste presero la classificazione di M1.1-13, mentre la 14ª unità, munita di ruota dentata Strub, divenne M1c.14. Analoga fornitura di tre unità, ma con motorizzazione Fiat/OM e alcune differenze meccaniche, venne fatta alla FAC, che aveva già avuto modo di provare la M1.1 MCL e in seguito l'aveva acquisita; altre tre unità vennero acquistate dalle Ferrovie Complementari della Sardegna.
Nello stesso periodo di consegna della 1ª serie, la MCL fece un altro ordinativo alla OM di Milano per un ulteriore lotto di otto automotrici, similari nella carrozzeria, ma differenti nella motorizzazione, che vennero qualificate di 2ª serie.
A fine consegna, nel 1937, ancora la MCL ordinò alla Piaggio dieci automotrici monomotori di concezione similare, ma differenti nelle dimensioni, nella motorizzazione e nel fatto di possedere all'origine la trasmissione per l'esercizio a cremagliera Strub; essendo state realizzate con cassa in acciaio inossidabile, vennero definite M1c INOX.
Le varie serie di M1, che intanto erano state soprannominate Emmine, svolsero uno scomodo ma onesto servizio e riuscirono a superare quasi indenni anche la seconda guerra mondiale, con la perdita di sole 2 unità. Era apprezzato soprattutto il fatto che avevano quasi dimezzato i tempi occorrenti rispetto ai vecchi e lentissimi convogli a vapore. All'inizio degli anni cinquanta, dato che cominciava a farsi sentire l'obsolescenza delle varie motorizzazioni, oltre alla scomodità dei sedili in legno, le MCL decisero di riammodernare e in parte ricostruire un certo quantitativo di automotrici e si rivolsero alle Officine Raffaele Ranieri di Roma, che si erano specializzate nell'utilizzo di motori General Motors residuati di guerra a scopo ferroviario. Vennero quindi allungate le casse di oltre un metro e ricavati ulteriori sette posti a sedere, tutti imbottiti in similpelle. La Ranieri nel 1952 fornì tre unità M1 anche alle Ferrovie Padane per la linea Rimini-Novafeltria che poi, in seguito alla sua chiusura, vennero cedute alla Ferrovia Circumetnea. Gli accantonamenti iniziarono in conseguenza dell'arrivo di automotrici più moderne e proseguirono in conseguenza della chiusura di molte linee calabro-lucane. Sopravvissero fino agli anni ottanta solo le M1c della tratta a cremagliera Catanzaro Lido-Catanzaro città.

## Caratteristiche

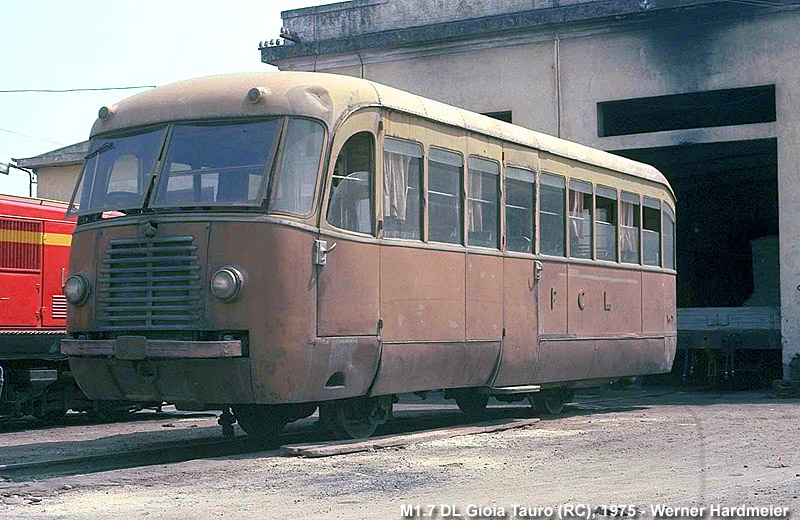
Automotrice M1.7 (modificata Ranieri)

Le caratteristiche generali delle M1 erano quelle di tante altre realizzazioni similari di fine anni venti e cioè di tipo automobilistico; un telaio di lunghezza inferiore ai 10 m poggiante su due assi, di cui uno solo motore, su cui era montata una carrozzeria leggera con porte di accesso a battente e posto guida unico.
Il motore, diesel, aveva poco più di un centinaio di cavalli e il cambio era meccanico a 4 o 5 marce, con trasmissione ad albero cardanico sul ponte posteriore. I posti a sedere erano tra 29 e 35, secondo il modello, con costruzione molto spartana e con poco spazio per i bagagli. Alcune unità avevano anche una trasmissione a ruota dentata per cremagliera di tipo Strub. I freni erano a ceppi e a comando pneumatico diretto; il freno a mano era azionato da un grosso volante sul posto di guida. Erano tutte unidirezionali e dovevano essere girate a fine corsa su piccole piattaforme azionate a mano dallo stesso personale del treno o su triangoli di manovra, come nella stazione di Spezzano Albanese Scalo. Alcune unità adatte all'esercizio a cremagliera venivano distinte da una C, aggiunta alla sigla M1 della serie.

### Automotrici di 1ª serie, Carminati & Toselli- M1.1-13 e M1c.14

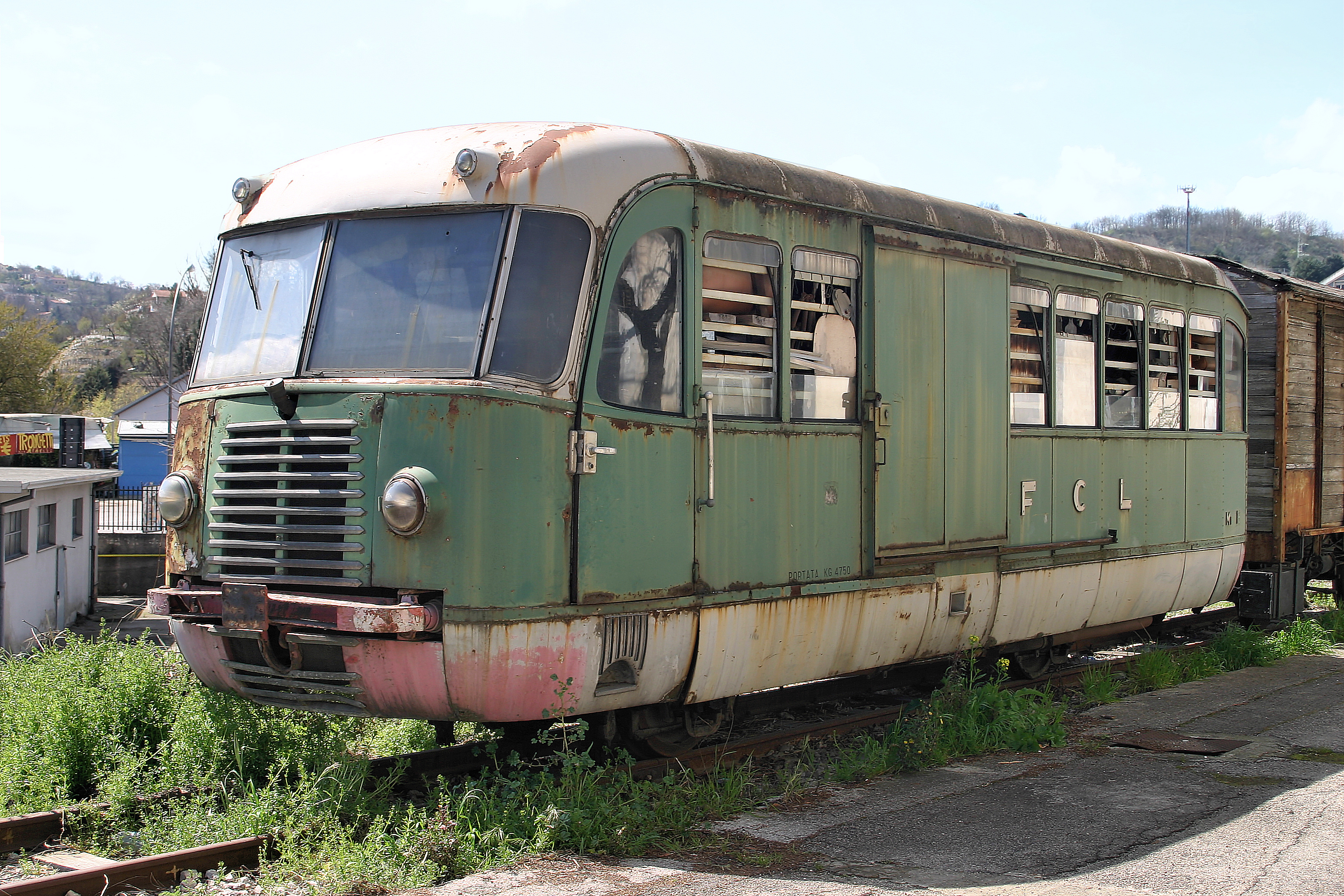
Automotrice M1.11 accantonata a Potenza Inferiore Scalo nel 2011

La prima serie di 14 automotrici monomotore venne costruita dalla Carminati & Toselli su un telaio in acciaio di circa 8 m di lunghezza, su cui venne montata una carrozzeria molto semplice di linea squadrata e con ampie finestrature. La caratteristica più evidente era la presenza di un grosso radiatore frontale sporgente. Non aveva né gancio di trazione né respingenti. Forniva 29 posti a sedere e aveva un solo posto di guida anteriore. Raggiungeva la velocità di 70 km/h anche su pendenza del 25 per mille ed era in grado di arrampicarsi a 40 km/h sul 35 per mille.
La parte meccanica era di tipo camionistico; il motore OM/Saurer era un diesel a 4 tempi a 6 cilindri, raffreddato ad acqua, che forniva circa 125 CV a 1800 g/m. Venne sostituito sulle unità trasformate Ranieri da un motore a 2 tempi General Motors da 160 CV. La trasmissione del moto avveniva tramite un cambio meccanico a 4 marce, con retromarcia, e un albero di trasmissione sul ponte posteriore, sul solo asse posteriore; anche il cambio venne sostituito sulle Ranieri, adattando un cambio da carro armato Sherman a 5 marce a comando pneumatico.
L'impianto frenante era a ceppi sulle quattro ruote, comandato ad aria compressa, di tipo diretto Westinghouse;il freno a mano assicurava lo stazionamento del rotabile.
Sull'ultima unità immatricolata venne aggiunta la trasmissione a ruota dentata per l'esercizio a cremagliera.

### Automotrici di 2ª serie, Officine Meccaniche di Milano- M1.30-37

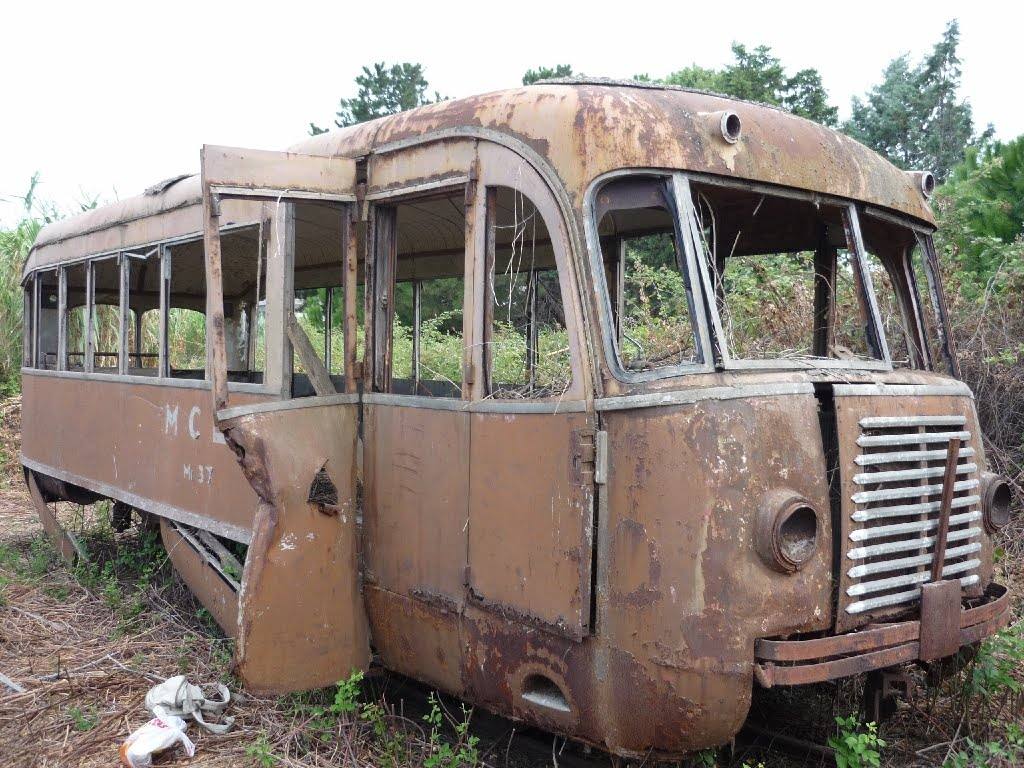
M1.37 abbandonata e in corso di recupero a Catanzaro Lido

La seconda serie di 8 automotrici monomotore venne ordinata alle Officine Meccaniche (ex Miani & Silvestri); era costruita sullo stesso tipo di telaio in acciaio ed aveva la stessa lunghezza di 8,17 m.  La carrozzeria differiva per la forma più arrotondata, che inglobava frontalmente anche il radiatore frontale. Non aveva gancio di trazione né respingenti. I posti a sedere erano saliti a 36 e la velocità massima a 79 km/h.
La parte meccanica era simile alla 1ª serie; il motore OM era invece un diesel a 2 tempi a 6 cilindri, raffreddato ad acqua, che forniva 100 CV. Anch'esso fu sostituito, sulle unità trasformate Ranieri, da un motore a 2 tempi General Motors da 160 CV. Uguale alla prima serie anche la trasmissione del moto; sulle Ranieri anche il cambio venne sostituito da quello Sherman a 5 marce.
L'impianto frenante era a ceppi, ad aria compressa, di tipo diretto Westinghouse sulle quattro ruote, con freno a mano di stazionamento.

### Automotrici serie INOX, Piaggio- M1c.81-90
La serie di 10 automotrici monomotore venne costruita dalla Piaggio a carrozzeria autoportante in acciaio inossidabile, di poco meno di 9 m di lunghezza, piuttosto brutta di aspetto. La caratteristica più evidente era la presenza di grosse nervature longitudinali di irrobustimento. Non aveva gancio di trazione o respingenti. Forniva 29 posti a sedere e aveva il solo posto di guida anteriore. Raggiungeva la velocità di 70 km/h (20 km/h sulle tratte a cremagliera).
La parte meccanica era classica; il motore OM era un diesel a 4 tempi a 6 cilindri, raffreddato ad acqua, che forniva circa 130 CV a 1800 g/m. La trasmissione del moto avveniva tramite un cambio meccanico a 4 marce, con retromarcia, e un albero di trasmissione sul ponte posteriore, sul solo asse posteriore. Le unità erano dotate della trasmissione a ruota dentata per l'esercizio a cremagliera.
L'impianto frenante era a ceppi sulle quattro ruote, comandato ad aria compressa di tipo diretto Westinghouse; il freno a mano agiva su tutte e quattro le ruote per assicurare lo stazionamento del rotabile anche sulle elevate pendenze. C'era anche un ulteriore freno a nastro sulla ruota dentata.

### Automotrici ricostruite, Officine Ranieri di Roma

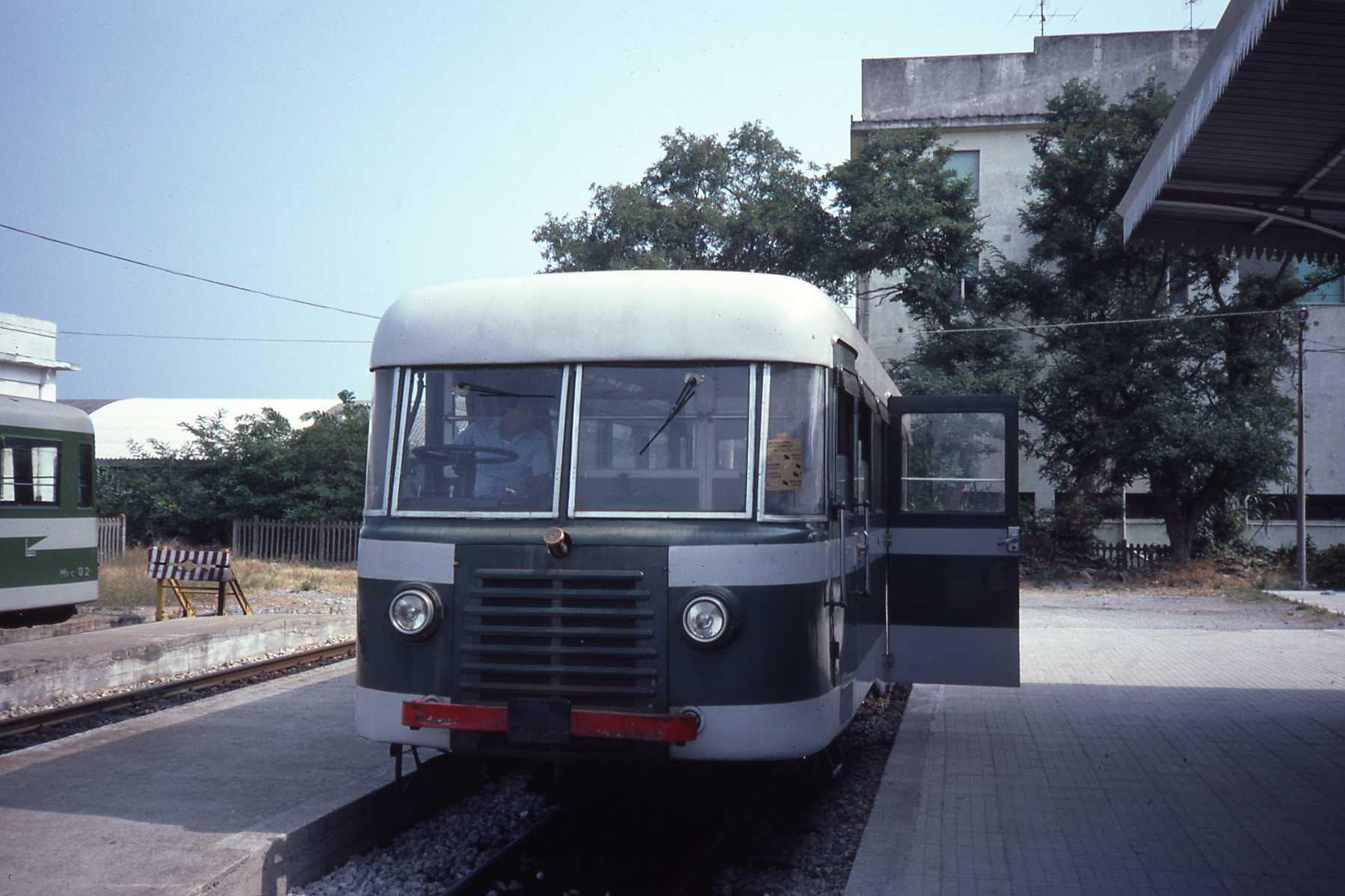
Una automotrice M1c nel 1984 a Catanzaro Lido

La ricostruzione effettuata sulle automotrici MCL tra il 1948 e il 1953 non riguardò tutte le unità e consistette in una ricostruzione integrale degli interni, con apposizione di sedili imbottiti e nuova illuminazione; all'esterno venne modificata l'estetica generale con forme arrotondate simili a quelle degli autobus dell'epoca. Per quanto riguarda la meccanica, vennero sostituite integralmente le motorizzazioni OM di vario tipo con motori di recupero o ricambio di provenienza bellica; si trattava di motori diesel a 2 tempi, di costruzione General Motors per carri armati serie Sherman, completi di cambio a 5 marce a comando pneumatico, di potenza notevolmente superiore, circa 160 CV.
Un gruppo di 10 automotrici adatte al servizio a cremagliera, denominate M1c 80R, venne prodotto allo scopo di sostituire le corrispondenti INOX Piaggio, ormai in cattivo stato, sulle tratte di Catanzaro e della Lagonegro-Castrovillari-Spezzano.

### Unità superstiti
Le Emmine salvatesi fino ad oggi sono le seguenti:

#### FCL M1.1/14
- M1.8 - Livrea verde, accantonata a Bari Scalo (FAL), furgonata, già utilizzata come deposito attrezzi, prossima al restauro.
- M1.11 - Livrea verde, preservata statica nel Museo FAL di Potenza, furgonata, ancora in buono stato.
- M1.13 - Carrozzeria grezza, abbandonata nel parco della Selva di Paliano, unica superstite con frontale originale, furgonata, in continuo degrado.

#### FCL M1.30/37
- M1.32 - Livrea castano/isabella, presso la Selva di Paliano, abbandonata di fronte alla M1.13, in continuo degrado.
- M1.37 - Livrea castano/isabella, motore Orione, marcatura a centro cassa. Accantonata fino al 2009 a Catanzaro Lido, ora in fase di restauro a Piano Lago (CS) dalla ditta TCC per conto delle Ferrovie della Calabria.

#### FCL M1c.81/90
- M1c.88 - Proprietà ing. Di Giacomo, locazione sconosciuta.

#### FCL M1c.81R/90R
- M1c.88R - Livrea verde-grigio, esposta presso il Museo dei trasporti Ogliari di Vizzola Ticino (VA).
- M1c.90R - Livrea verde-grigio, proprietà ing. Di Giacomo, locazione sconosciuta.

#### FCS 1-3
- FCS 1/2/3 - Livrea castano/isabella. Accantonati per decenni nella stazione di Tirso, nel 2012 due dei tre mezzi sono stati trasferiti nel deposito ferroviario ARST della stazione di Monserrato[1] in attesa di una valutazione per il restauro a fini monumentali o anche funzionale[2].